# L'Été indien d'une paire de lunettes
L'Été indien d'une paire de lunettes (titre original:  Renaissance) est un roman de science-fiction, écrit en 1979 par A. E. van Vogt (Canada).

## Résumé
Dans une société futuriste, les mâles humains sont chimiquement muselés par une race extra-terrestre. Un scientifique vieillissant sera libéré de cette emprise et découvrira, entre autres, les charmes de l'autorité et de la colère.